# SN 1990P
SN 1990P – supernowa odkryta 22 czerwca 1990 roku w galaktyce A161506-1535. W momencie odkrycia miała maksymalną jasność 19,00m.